# NGC 5361
NGC 5361 (również PGC 49441) – galaktyka spiralna (S?), znajdująca się w gwiazdozbiorze Psów Gończych. Odkrył ją William Herschel 16 maja 1787 roku.